# Veronica multifida
Veronica multifida är en grobladsväxtart som beskrevs av Carl von Linné. Veronica multifida ingår i släktet veronikor, och familjen grobladsväxter. Inga underarter finns listade i Catalogue of Life.